# Itō Suketaka
Itō Suketaka (伊東 祐兵?; 22 febbraio 1559 – 16 novembre 1600) è stato un daimyō giapponese del periodo Sengoku appartenente alla famiglia Itō.

## Biografia
Nell'anno 1568 Suketaka entrò nel castello di Obi e sconfisse il clan Shimazu assieme al padre Itō Yoshisuke. 
Nel 1577 i vassalli di Yoshisuke, in particolare Fukunaga Suketomo e Mera Norishige, tradirono Suketaka. Il clan Shimazu sfruttò questa opportunità per invadere il clan Itō. Di conseguenza Suketaka e suo padre furono costretti a fuggire chiedendo riparo a Ōtomo Sōrin. Sōrin acconsentì a questa richiesta, poiché la sua ambizione era "rendere la provincia di Hyūga una terra cristiana". Sōrin invase la provincia di Hyūga e combatté contro il clan Shimazu, ma il suo esercito fu sconfitto nella battaglia di Mimigawa. Sōrin perse la maggior parte dei suoi vassalli e Suketaka, assieme al padre Yoshisuke entrarono in disgrazia. Sōrin si trasferì nella provincia di Iyo e chiese aiuto al clan Kōno assieme a venti servitori, escludendo Yoshisuke e Suketaka. Questi caddero nella povertà e Kawazaki Sukenaaga, uno dei loro vecchi vassalli, gestì un birrificio di sakè per aiutarli.
Grazie a Itō Nagazane a Himeji, nella provincia di Harima, Suketaka fu introdotto al clan Oda e divenne il vassallo di Hashiba Hideyoshi. Dopo l'incidente di Honnō-ji Suketaka divenne immediatamente vassallo di Hideyoshi. Nel 1582, durante la battaglia di Yamazaki, Suketaka giocò un ruolo attivo e fu ricompensato con la lancia di Kurikara e un territorio di 500 koku nella provincia di Kawachi. Nel 1587 Suketaka assistette Hideyoshi nella sua campagna di Kyūshū e come premio ricevette 28.000 koku nelle città di Kiyotake e Miyazaki. Alla fine Suketaka riuscì a far rivivere il clan Itō, con se stesso come daimyō. L'anno successivo al territorio di Suketaka furono aggiunti 36.000 koku e riacquistò la sua casa nella città di Nichinan. Suketaka si unì alle invasioni giapponesi della Corea dove guidò 1.000 uomini.
Nel 1599 Suketaka conferì il cognome originale "Toyotomi".
Nel 1600, durante la battaglia di Sekigahara, Suketaka si trovava al castello di Osaka. Tuttavia, poiché Suketaka era molto malato, non si unì alla battaglia. Mandò suo figlio Itō Sukeyoshi a casa e gli ordinò di prepararsi per la battaglia. Nel frattempo Suketaka comunicava segretamente con Tokugawa Ieyasu tramite Kuroda Kanbei. Nella casa di Suketaka il suo vassallo Inazu Shigemasa comandò l'esercito Itō e conquistò il castello di Miyazaki (il castello di Akizuki Mototane). Mototane tradì l'esercito occidentale e comunicò con l'esercito orientale. Per tale appoggio ai Tokugawa il clan Itō fu costretto a restituire il castello dopo la battaglia, ma Ieyasu riconobbe le gesta di Suketaka e promise di non confiscare il territorio del clan Itō.
Nel 1600 Suketaka morì a Osaka a causa di una malattia sconosciuta. Venne succedduto dal figlio Sukeyoshi.